# Sailor Neptune
Sailor Neptune (セーラーネプチューン, Sērā Nepuchūn) est un personnage de fiction et protagoniste de la franchise Sailor Moon créée par Naoko Takeuchi. Ancienne gardienne du système solaire, placée sous les ordres de Queen Serenity, il y a 10 000 ans, Sailor Neptune s’est réincarnée au XXe siècle sous les traits de Michiru Kaiō (海王みちる, Kaiō Michiru), une artiste de 16 ans.

## Biographie

### Contexte du récit

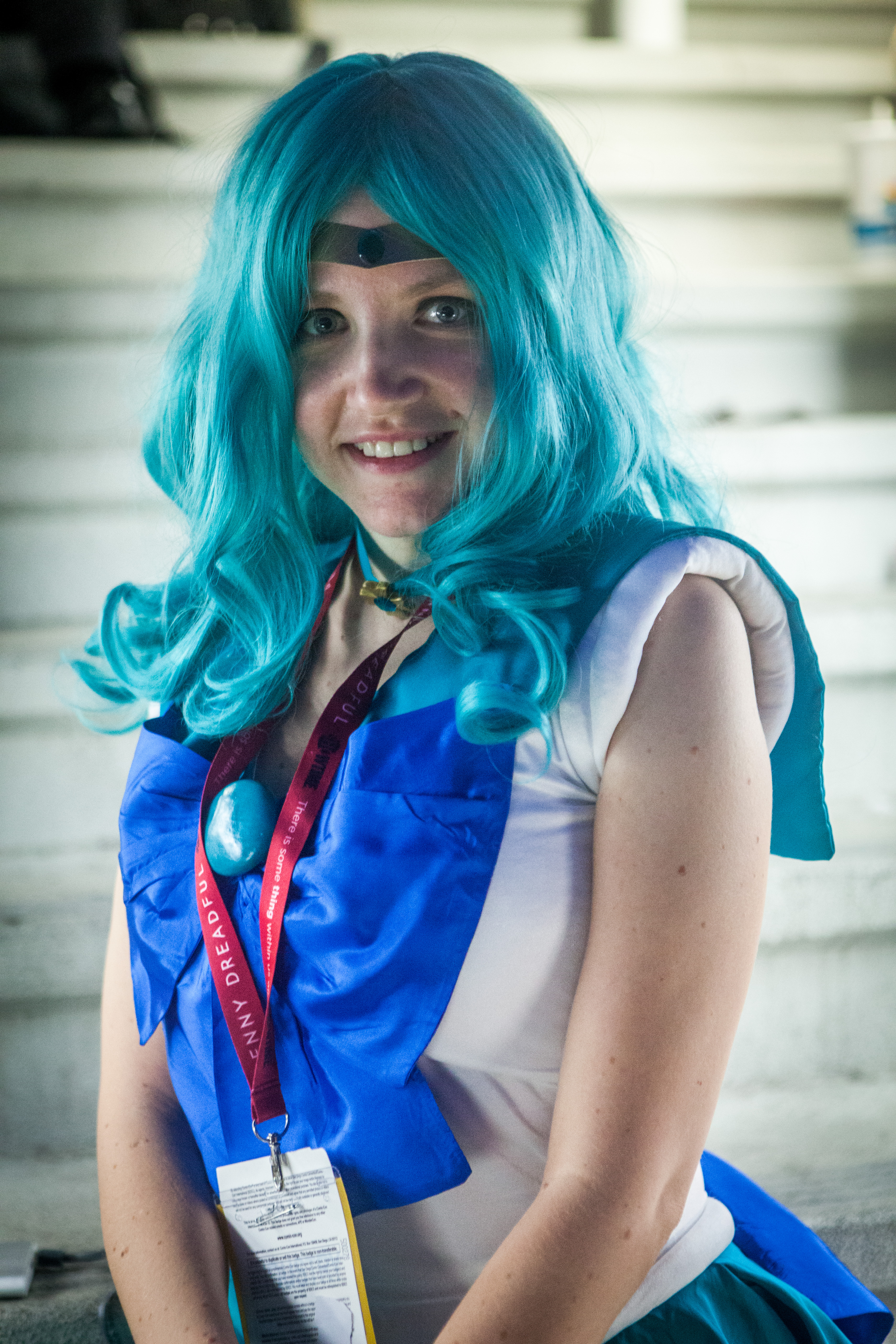
cosplay de Sailor Neptune

Symbole de Sailor Neptune.

Comme les autres guerrières Sailors du système solaire externe, Sailor Neptune n’a pas passé sa vie antérieure auprès de Princess Serenity, au Silver Millenium, mais au Triton Castle, son château qui flotte en orbite autour de la planète Neptune. Sailor Neptune est la guerrière des abysses et tire ses pouvoirs de l’océan. Depuis son poste, elle veille à la protection du système solaire contre ses ennemis extérieurs. Seule, sur sa planète où une mer de sable s’étend à perte de vue, elle contemple le Silver Millenium et la famille Serenity.
Lors de l’attaque du Silver Millenium par Queen Beryl et Metallia, Sailor Neptune, comme les autres guerrières Sailors du système solaire externe, Sailor Pluto et Sailor Uranus, reçoit l’ordre de ne pas intervenir. De loin, toutes trois entendent les cris d’agonie des Sélénites. À ce moment-là, le talisman de Sailor Neptune, son Deep Aqua Mirror, entre en résonance avec les armes de Sailor Pluto et Sailor Uranus. Rassemblés, ces trois talismans réveillent la guerrière interdite, Sailor Saturn, gardienne de la destruction, du silence et de la renaissance. Sailor Neptune meurt alors, et son âme est envoyée par erreur dans la Terre du futur afin d’y être réincarnée. En effet, Sailor Neptune est censée rester à son poste et ne pas côtoyer sur la même planète les autres guerrières Sailors.
L’intrusion des Death Busters, des ennemis venus d’une autre dimension, à Tokyo à la fin du IIe millénaire, provoque son réveil. Sailor Neptune s’est réincarnée dans la personne de Michiru Kaiō. Elle pressent la menace d’une apocalypse sur Terre et, grâce à ses dons extralucides, parvient à retrouver Sailor Uranus, endormie dans Haruka Tennō. Elles tombent amoureuses l’une de l’autre. 

### Michiru Kaio
Michiru Kaio, ou Mylène dans certaines versions francophones, est une très belle jeune femme de 16 ans, violoniste, artiste-peintre, d’un tempérament plutôt froid et renfermé, mais elle est mature et ouverte d’esprit,. Elle consacre une grande partie de son temps à s'entraîner au violon. Elle représente, pour Sailor Moon, l'idéal féminin auquel elle prétend. Elle est particulièrement proche de Sailor Uranus. 
Ensemble, elles cherchent à contrecarrer les plans des Death Busters, qu'elles soupçonnent de vouloir éveiller la guerrière de la destruction, Sailor Saturn. Elles intègrent alors l’académie Infinie et finissent par découvrir que leur ennemi n’était pas Sailor Saturn, mais Mistress 9 et Pharaoh 90.

## Pouvoirs
Sailor Neptune a des pouvoirs similaires à ceux de Sailor Mercury puisqu'elle contrôle également l'eau sous toutes ses formes. Elle en a d'ailleurs une meilleure maîtrise.

## Interprétations

### Dessins animés
|                                     | Voix japonaise | Voix française |
| ----------------------------------- | -------------- | -------------- |
| Sailor Moon, saison 3               | Masako Katsuki | Agnès Gribe    |
| Sailor Moon, saison 5               | Masako Katsuki | Jade Lanza     |
| Sailor Moon S, le film              | Masako Katsuki | Jade Lanza     |
| Sailor Moon Super S, le film        | Masako Katsuki | Jade Lanza     |
| Pretty Guardian Sailor Moon Crystal | Sayaka Ohara   | Jade Lanza     |
| Sailor Moon Eternal                 | Sayaka Ohara   | Jade Lanza     |

### Comédies musicales
- Kahoru Sakamoto :
  - Sailor Moon S - Usagi Ai no Senshi e no Michi (1994)
- Chikage Tomita
  - Sailor Moon S - Henshin - Super Senshi e no Michi (1995)
  - Sailor Moon S - Henshin - Super Senshi e no Michi (Kaiteiban) (1995)
- Miyuki Fuji
  - Sailor Moon SuperS - Yume Senshi - Ai - Eien ni... (1995)
  - Sailor Moon SuperS - (Kaiteiban) Yume Senshi - Ai - Eien ni... Saturn Fukkatsu Hen (1996)
- Hiroko Tahara
  - Sailor Moon Sailor Stars (1996)
  - Sailor Moon Sailor Stars (Kaiteiban) (1997)
  - Eien Densetsu (1997)
  - Eien Densetsu (Kaiteiban) - The Final First Stage (1998)
- Sara Shimada
  - Shin Densetsu Kourin (1998)
  - Kaguya Shima Densetsu (1999)
- Yuuka Asami
  - Kaguya Shima Densetsu (Kaiteiban) Natsuyasumi! Houseki Tankentai (1999)
  - Shin / Henshin - Super Senshi e no Michi - Last Dracul Jokyoku (2000)
  - Kessen / Transylvania no Mori - Shin Toujou! Chibi Moon wo Mamoru Senshi-tachi (2000)
  - Kessen / Transylvania no Mori (Kaiteiban) - Saikyou no Kataki Dark Cain no Nazo (2001)
  - Last Dracul Saishuu Shou - Chou Wakusei Death Vulcan no Fuuin (2000)
  - Tanjou! Ankoku no Princess Black Lady (2001)
  - Tanjou! Ankoku no Princess Black Lady (Kaiteiban) - Wakusei Nemesis no Nazo (2001)
  - 10th Anniversary Festival - Ai no Sanctuary (2002)
  - Mugen Gakuen - Mistress Labyrinth (2002)
- Tomoko Inami
  - Mugen Gakuen - Mistress Labyrinth (Kaiteiban) (2003)
  - Starlights - Ryuusei Densetsu (2003)
  - Kakyuu-Ouhi Kourin - The Second Stage Final (2004)
- Takayo Ooyama
  - Shin Kaguya Shima Densetsu (2004)
  - Shin Kaguya Shima Densetsu (Kaiteiban) - Marinamoon Final (2005)
- Sayaka Fujioka
  - Un Nouveau Voyage (2015)
  - Amour Eternal (2016-2017)
  - Le Mouvement Final (2017)
- Ayana Kinoshita
  - Kaguya-hime no Koibito (2021)
  - 30th Anniversary Musical Festival -Chronicle- (2022)

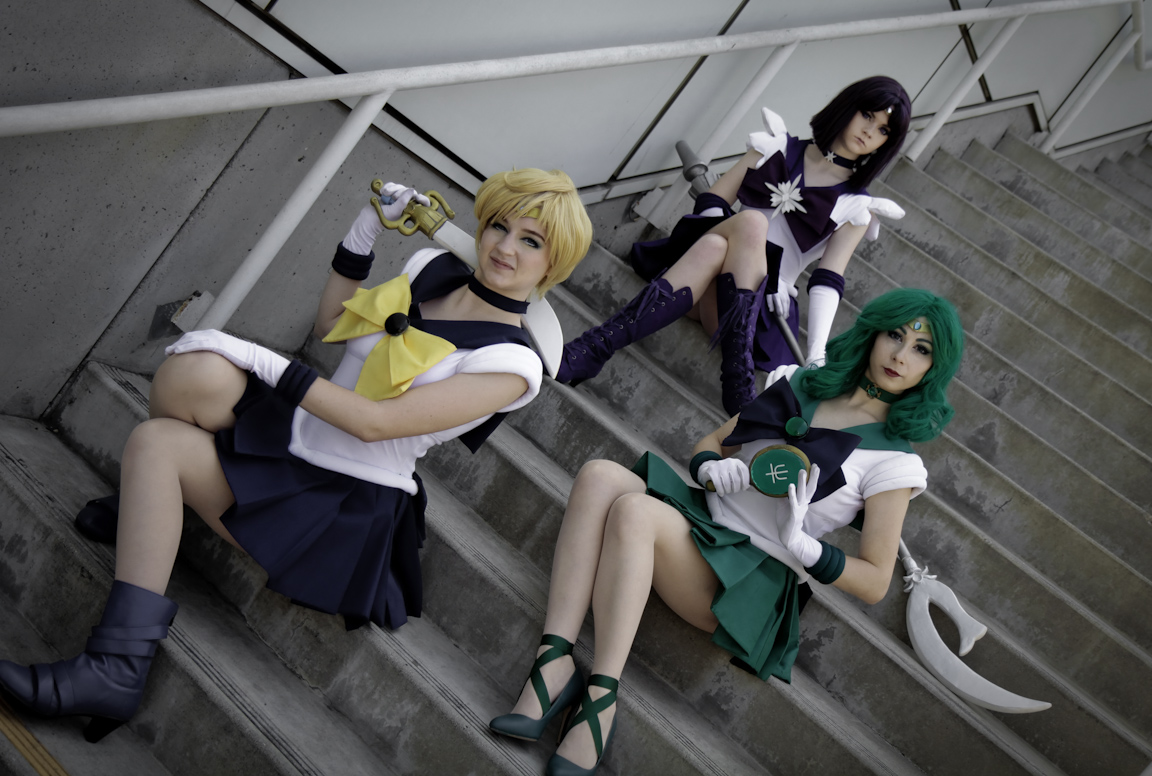
cosplay de Sailor Uranus, Sailor Neptune et Sailor Saturne

## Symbolique
L'introduction de Sailor Neptune s'accompagne d'une diversification affirmée des orientations romantiques et sexuelles des héroïnes. En effet, la relation d'amitié qu'elle noue avec Sailor Uranus s'affirme en relation d'amour homosexuelle.